# Hypochthonella caeca
Hypochthonella caeca är en insektsart som beskrevs av William Edward China och Ronald Gordon Fennah 1952. Hypochthonella caeca ingår i släktet Hypochthonella och familjen Hypochthonellidae. Inga underarter finns listade i Catalogue of Life.